# Lhota-Vlasenice

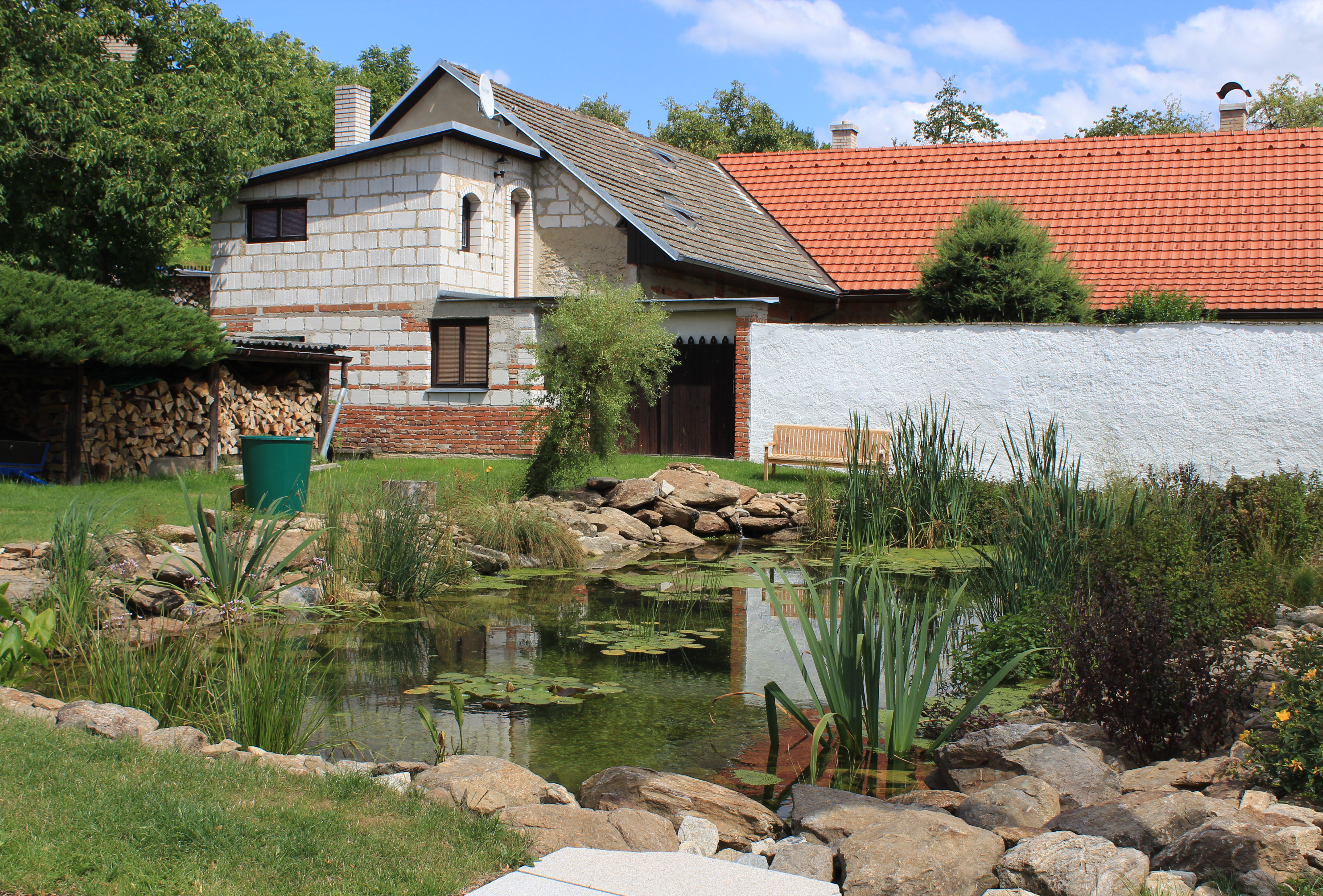
Das Dorfplatz

Lhota-Vlasenice ist eine Gemeinde in Tschechien. Sie liegt 16 Kilometer südwestlich von Pelhřimov und gehört zum Okres Pelhřimov.

## Geographie
Lhota-Vlasenice befindet sich im Tal des Lhotský potok in der Böhmisch-Mährischen Höhe und wird von den Hügel Pelecký kopec (719 m), Perky (652 m) und Hluboká (638 m) umgeben.
Nachbarorte sind Pelec im Norden, Častrov im Nordosten, Metánov im Osten, Stranná im Südosten, Štítné im Süden, Rodinov im Südwesten, Kamenice nad Lipou im Westen sowie Antonka im Nordwesten.

## Geschichte
Das zur Herrschaft Kamenice nad Lipou gehörige Dorf Vlasenice wurde 1549 erstmals urkundlich erwähnt. Später entstand das südöstlich gelegene Lhota. In beiden Dörfern lebten im Jahre 1891 zusammen 380 Einwohner.
1976 wurden Vlasenice und Lhota nach Kamenice nad Lipou eingemeindet. 1989 erhielten beide Orte, die zu den kleinsten der Tschechoslowakei zählten, ihre Selbständigkeit zurück. Beide Gemeinden schlossen sich am 1. April 1992 zu einer Gemeinde Lhota-Vlasenice zusammen.

## Gemeindegliederung
Die Gemeinde Lhota-Vlasenice besteht aus den Ortsteilen Lhota und Vlasenice (Lasenitz).
Das Gemeindegebiet gliedert sich in die Katastralbezirke Lhota u Kamenice nad Lipou und Vlasenice u Kamenice nad Lipou.

## Sehenswürdigkeiten
- Kapelle in Vlasenice